# An Fonteyne
An Fonteyne (Oostende, 1971) is een Belgische ingenieur-architect. Sinds 1999 is ze partner in het Brusselse architectenbureau noAarchitecten. Fonteyne is professor aan ETH Zürich sinds 2017.

## Jeugd en opleiding
An Fonteyne groeide op in een experimentele woning in Oostende, ontworpen door de architect Marcel Molleman. Mollemans passie voor moderne kunst en architectuur, die op dat moment moeilijk ingang vond in Oostende, is duidelijk zichtbaar in het huis. Haar jeugd in dit huis heeft Fonteyne naar eigen zeggen hard beïnvloed in haar visie en loopbaan als architect. Ze beschrijft het huis als een bijzonder personage in haar leven, door wie de liefde voor architectuur is doorgegeven.
An Fonteyne studeerde in 1994 af aan de Universiteit Gent Faculteit Toegepaste Wetenschappen na een vijfjarige opleiding tot burgerlijk ingenieur-architect.

## Loopbaan
Fonteyne liep haar tweejarige stage (1995-1996) bij DKV Architecten in Rotterdam. Hier werkte ze voornamelijk mee aan typische Nederlandse woningbouw. Hierna werkte ze bij David Chipperfield Architects in Londen (1997-1998). Daar ontmoette ze haar huidige man Jitse van den Berg, die later ook haar professionele partner zou worden. Fonteyne beschrijft deze periode als een belangrijke tijd, waarin ze als architect sterk gegroeid is. In 1999 verhuisde ze voor een korte periode naar Berlijn, waar ze enkele maanden bij Höhne Rapp Architekten Berlin werkte. Datzelfde jaar richtte ze de Brusselse architectenfirma noAarchitecten op samen met Philippe Viérin en Jitse van den Berg. Sinds 2017, is An Fonteyne partner bij Atelier Kanal, het tijdelijke architectenbureau dat tussen noaAarchitecten, het Zwitserse EM2N en het Londense Sergison Bates werd opgericht ten aanleiding van de verbouwing van de voormalige Citroëngarage tot nieuwe cultuurpool van Brussel.
An Fonteyne doceerde aan de Hogeschool voor Wetenschap & Kunst in Brussel (2005-2006), aan de UHasselt (2016-2017) en aan de TU Delft (2013-2017). Ook was ze betrokken bij de oprichting van de Master Adaptive Re-use aan de UHasselt. Sinds 2017, is Fonteyne professor en begeleider van een ontwerpstudio aan ETH Zurich.
Fonteyne is lid van de Raad van Bestuur van het Vlaams Architectuurinstituut. Ook is ze sinds 2019 gekozen lid van de Koninklijke Vlaamse Academie van België voor Wetenschappen en Kunsten, een genootschap van wetenschappers, kunstenaars en bedrijfsleiders dat actuele evoluties in de samenleving bespreekt vanuit een interdisciplinair perspectief.
Fonteyne wordt dikwijls gevraagd om lezingen te geven, deel te nemen aan panelgesprekken of in vakjury’s te zitten. Zo gaf ze lezingen voor o.a. A+ en BOZAR en was ze deel van de driekoppige vakjury voor de Laureaten Architectuurprijs 2019.

## noAarchitecten
Sinds de oprichting van noAarchitecten in 1999 heeft het bureau enkele toonaangevende projecten gerealiseerd, vooral bestaande uit publieke gebouwen. Ook realiseerden ze woningbouw en meerdere renovaties van historische gebouwen. Meerdere restauratie- en herbestemmingsprojecten van noAarchitecten werden met nationale en internationale prijzen bekroond. Vierin- en noAarchitecten bundelen hun ervaring wanneer projecten erfgoedwaarden bevatten. Het bureau bestaat uit een team van ongeveer 15 mensen. Ze zijn gevestigd op twee locaties: een door hen verbouwde papierfabriek in het centrum van Brussel en een historische locatie in de Brugse binnenstad. De drie partners geven lezingen in België en in het buitenland en worden uitgenodigd als gastcritici op internationale scholen en instituten.
An Fonteyne heeft een uitgesproken interesse in het kritisch maatschappelijke draagvlak van de architectuur en de gevoelige relatie tussen het hedendaags karakter van het ontwerp en de geschiedenis van de context. Deze interesse is zichtbaar in de projecten van noAarchitecten, waarin signatuurarchitectuur geen plaats krijgt. Elk ontwerp is gekenmerkt door het uitgangspunt dat elke ontwerpopgave een eigen antwoord verlangt. Het bureau kijkt optimistisch naar de toekomst, waardoor de projecten worden gekenmerkt door een kritisch programmatisch onderzoek. Hun werk tracht sterk aan te sluiten bij de gelaagde geschiedenis van het gebouw, maar richt zich tegelijkertijd op de hedendaagse omstandigheden van samenleven. Ook de emotionele impact en de fysieke aspecten van het bouwen, worden onderzocht. De samenwerking tussen verschillende disciplines is voor noAarchitecten een verrijkend onderdeel van het proces. Tal van projecten zijn reeds gepubliceerd in o.a. A+, ArchDaily, l’Architecture d’Aujourd’hui en De Architect. Ook projecten als de Stadscampus Universiteit Hasselt, het Stadhuis Lo-Reninge, Kaai 37 Antwerpen, Ecotron UHasselt Maasmechelen en Gruuthusemuseum in Brugge werden geselecteerd voor diverse edities van Architectuurboek Vlaanderen. Domus magazine selecteerde noAa als een van de 50 beste architectenbureaus van de wereld. De lijst is opgesteld door vijf internationale experten.

### Belangrijke projecten

#### Gruuthusemuseum in Brugge (2019)
Het ontwerp wil de ervaring van een bezoek aan het museum dichter bij het originele gevoel van het huis en de geschiedenis van Brugge brengen. Dat doet noAarchitecten met hun terugkerende aanpak, namelijk een studie van historische documenten en objecten, om de historische ervaring terug te vinden en te begrijpen en deze door te trekken in het ontwerp. De renovatie van het Gruuthusemuseum in Brugge omvatte een nieuwe scenografie voor het interieur en een nieuw toegangspaviljoen dat de relatie van het museum met de stedelijke context benadrukt.

#### Stadhuis Menen (2012)
Het project bevat een restauratie en uitbreiding van het stadhuis. Door vele voorgaande verbouwingen kon het stadhuis van Menen zijn functie niet meer optimaal vervullen. noAarchitecten trachtte zich te concentreren op het herstel en het opschonen van de oorspronkelijke structuur. Vervolgens zijn alle bouwdelen in een nieuw functioneel geheel geïntegreerd. Het stadhuis werd genomineerd voor de prestigieuze Mies van der Rohe Prijs en ontving de vierjaarlijkse provinciale architectuurprijs West-Vlaanderen.

#### ‘s Hertogenmolens in Aarschot (2010)
De 500 jaar oude watermolen was en is een belangrijk gebouw in het Aarschotse landschap. De molen werd gerestaureerd en uitgebreid om te herbestemmen als hotel met feestzaal en brasserie. Er werd opnieuw herbestemd met respect voor het bestaande. De molen werd waarheidsgetrouw gereconstrueerd tot één volume. Voor de uitbreiding werd de nieuwbouw bekleed met cortenstaal, om aan te sluiten bij het uitzicht en de samenstelling van de oude gevels. ‘s Hertogenmolens heeft de internationale Europa Nostra Award voor behoud, restauratie en onderzoek van historische monumenten ontvangen en de provinciale architectuurprijs Vlaams-Brabant.

#### KANAL in Brussel (toekomstig)
Atelier Kanal is het tijdelijke architectenbureau dat tussen noaAarchitecten, het Zwitserse EM2N en het Londense Sergison Bates werd opgericht ten aanleiding van de verbouwing van de voormalige Citroëngarage tot nieuwe cultuurpool van Brussel. Deze fusie heeft de architectuurwedstrijd gewonnen, waar architectenbureaus als OMA, Eisenman Architects, Zaha Hadid Architects, David Chipperfield Architects, Shigeru Ban Architects, Fosters + Partners en OFFICE Kersten Geers David Van Severen aan deelnamen. Dit was een van de belangrijkste wedstrijden ooit in Brussel (het budget voor de verbouwing is 125 miljoen euro excl btw). KANAL zal het museum voor moderne en hedendaagse kunst worden, maar in eerste instantie is het een ontmoetingsplek rond kunst en architectuur waar ook het architectuurcentrum CIVA zijn intrek zal nemen. Er komt ook een auditorium, een restaurant en een ruimte die gebruikt kan worden voor installaties en concerten. KANAL zal eind 2022 officieel openen, al is er wel al een tentoonstelling, waar Atelier Kanal het project laat zien aan de hand van documenten, studiemaquettes en materiaalstalen.

### Lijst van projecten (selectie)
- 2017-: KANAL, Brussel
- 2015-: Tour&Taxis, Brussel
- 2015-2020: Ensorhuis, Oostende
- 2015-2019: Gruuthusemuseum, Brugge
- 2013-2016: Ecotron Universiteit Hasselt, Maasmechelen - laboratorium met ecosysteemsferen
- 2013-: Warmtecentrale, Antwerpen
- 2013-: Coda Wuustwezel - nieuwbouw van een palliatief centrum
- 2012-2017: Kaai 37, Antwerpen - nieuwbouw van stadsblok en passieve appartementsgebouwen
- 2012-2015: Emmaüs, Mechelen - nieuwbouw besloten jeugdinstelling en kantoren
- 2011-2014: Texture, Kortrijk - renovatie en uitbreiding van pakhuis tot Vlasmuseum
- 2009-2016: Museum Plantin-Moretus Prentenkabinet, Antwerpen
- 2008-2015: Stadscampus Universiteit Hasselt, Hasselt
- 2008-2012: In Flanders Fields Museum, Ieper - herinrichting
- 2008-2011: Stadhuis, Lo-Reninge
- 2007-2010: De Refter, Brugge
- 2007-2014: Basisschool ‘t Regenboogje, Etterbeek
- 2005-2007: Scheepswerven, Baasrode
- 2005-2007: Politiehuis, Liedekerke
- 2004-2009: Petrol, Antwerpen - nieuwbouw van een 150kV/15kV onderstation
- 2004-2010: 's Hertogenmolens Aarschot
- 2002-2010: Kloosterhof Pamele, Oudenaarde
- 2002-2012: Stadhuis Menen, Menen
- 2001-2005: Stadhuis Kortrijk, Kortrijk

### Lijst van tentoonstellingen en installaties (selectie)
- 2020: KANAL Brussel
- 2016: EUtopia Museum M Leuven - mogelijkheid van een eiland
- 2013-2014: Ontmoetingen deSingel Antwerpen
- 2011-2012: Yeosu Zuid-Korea - architectuur en scenografie Belgisch paviljoen Internationale tentoonstelling
- 2008: deSingel Antwerpen - tentoonstelling 35m3 jonge architectuur

## Onderscheidingen en nominaties
- Gruuthusemuseum: Publica Awards 2020, zilveren onderscheiding; Onroerenderfgoedprijs 2020, laureaat
- Texture Kortrijk: nominatie voor Belgische prijs voor Architectuur 2015.
- ‘s Hertogenmolens Aarschot: Prijs Vlaams Bouwmeester 2011, Prijs voor Architectuur van de Provincie Vlaams-Brabant 2011, Belgische Prijs voor Architectuur & Energie 2011, European Union prize for cultural heritage / Europa Nostra awards 2011, laureaat Vlaams-Brabant Monumentenprijs
- Stadhuis Menen: Vierjaarlijkse Prijs voor Architectuur van de Provincie West-Vlaanderen 2011, renovatieprijs Belgische prijs Architectuur en Energie 2010, nominatie Mies van der Rohe Award 2009, nominatie Herbestemming / Kunstintegratie Prijs Bouwmeester 2009